# Hovedstrøm
Indenfor hydrologi er en hovedstrøm "det primære nedstrøms segment af en flod" - en strøm som står som kontrast til dens bifloder.
Vandløb kan klassificeres i det internasjonale elveordensystemet Strahler. Systemet blev taget i brug i 1957.